# Miejski Zarząd Komunikacji w Tychach
Miejski Zarząd Komunikacji w Tychach (MZK Tychy) – organizator publicznego transportu zbiorowego z Tychów, istniejący w latach 1996-2018. Miejski Zarząd Komunikacji został utworzony uchwałą nr 372 Rady Miasta Tychy z dnia 12 września 1996 r. jako zakład budżetowy miasta Tychy. Począwszy od 1 stycznia 2008 r. został przekształcony w jednostkę budżetową miasta Tychy. Obsługiwał 42 linie autobusowe (w tym 1 linię pośpieszną), 6 linii trolejbusowych, 9 linii mikrobusowych, 4 linie cmentarne kursujące w okresie Wszystkich Świętych oraz 4 linie szkolne. Od 1 stycznia 2019 r. za organizację transportu publicznego na terenie Górnośląsko-Zagłębiowskiej Metropolii (w tym m.in. Tychów) odpowiada Zarząd Transportu Metropolitalnego. Samo zaś MZK zostało pozostawione w stan likwidacji.

## Gminy członkowskie
Miejski Zarząd Komunikacji w Tychach organizował komunikację dla miasta Tychy oraz dla 14 innych gmin, które przekazały Tychom, w drodze porozumienia, zadania związane z organizowaniem komunikacji zbiorowej. Były to gminy: Mikołów, Orzesze, Wyry, Łaziska Górne, Lędziny, Kobiór, Ornontowice, Bojszowy, Bieruń, Chełm Śląski, Imielin, Gmina i Miasto Oświęcim, Miedźna, Pszczyna i Mysłowice. Poszerzenie sieci MZK związane było z upadłością i przejęciem linii po PKSiS OŚWIĘCIM SA.
Autobusy MZK Tychy docierały także do innych gmin – m.in. Katowic, Gliwic, Żor, Gierałtowic i Rudy Śląskiej.

## Zakres działalności
Do podstawowych zadań MZK Tychy należała organizacja komunikacji zbiorowej, w szczególności:
1. projektowanie linii komunikacyjnych,
2. sporządzanie rozkładów jazdy,
3. zawieranie umów z firmami wykonującymi przewozy pasażerskie,
4. kontrola jakości usług przewozowych,
5. pobór opłat przewozowych, dodatkowych i windykacyjnych za usługi MZK,
6. dystrybucja biletów we własnych kolekturach i koordynacja sieci sprzedaży zewnętrznej (ajenci, biletomaty),

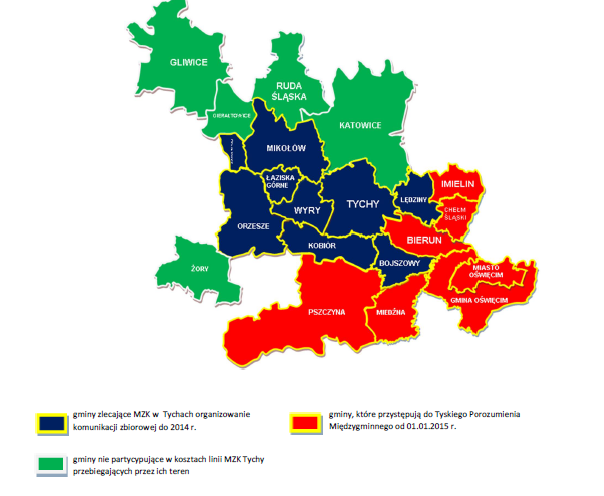
Obszar działania MZK Tychy

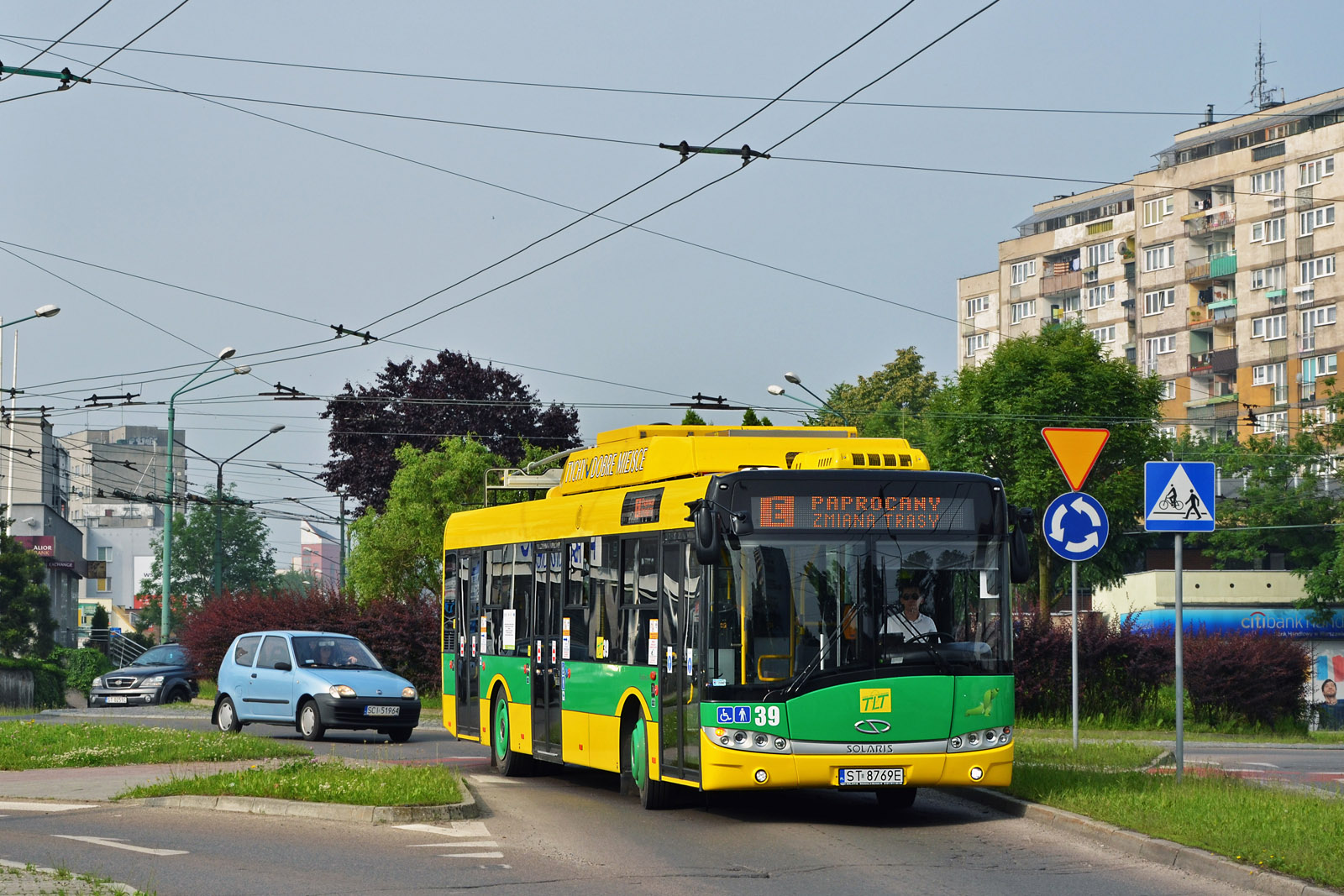
Solaris Trollino 12 TLT Tychy − jeden z przewoźników MZK Tychy

7. kontrola biletów.

## Taryfa[5]

### Nowe bilety metropolitalne
Od 1 stycznia 2018 roku w sprzedaży pojawiły się nowe bilety metropolitalne, ważne na liniach MZK Tychy oraz MZKP Tarnowskie Góry i KZK GOP.

### Bilety zwykłe jednorazowe
Taryfę MZK Tychy stanowiły bilety czasowe (bilet był ważny przez określony czas od momentu skasowania 20 min, 40 min lub 90 min, dodatkowo ulgowy bilet 20 min alternatywnie upoważnia każdego pasażera do przejazdu w czasie nie większym niż 5 min). Dlatego na przystankach podany był wykres przystanków poszczególnej linii (ich liczba, oraz planowy czas jazdy). W związku obowiązywała opłata za przewóz bagażu i zwierząt. W przypadku podróży autobusem pospiesznym obowiązkowa była dopłata do biletu, lub zakup biletu dedykowanego trasom pospiesznym.
W ramach promocji bilety 90-minutowe uprawniały w święta i weekendy do przejazdu dwóch osób.

### Bilety wieloprzejazdowe
Taryfę MZK uzupełniały bilety wieloprzejazdowe dobowe i tygodniowe.

### Bilety okresowe
W MZK Tychy obowiązywały dodatkowo bilety okresowe miesięczne (ważne na jedną lub na dwie i więcej gmin), kwartalne (ważne na jedną- od 1 maja 2015 r., lub dwie i więcej gmin), półroczne trasowane bilety szkolne dedykowane uczniom szkół podstawowych i gimnazjalnych- od 1 maja 2015 r., oraz bilety okresowe na okaziciela.

### Bilety pomarańczowe (autobusowo-trolejbusowo-kolejowe)
W pociągach Szybkiej Kolei Regionalnej obowiązywała Taryfa Pomarańczowa obok zwykłej taryfy Kolei Śląskich. Wszystkie bilety pomarańczowe były ważne w pociągach SKR, w pociągach KŚ oraz na autobusowych i trolejbusowych liniach zwykłych MZK Tychy.
Począwszy od dnia 9 grudnia 2012 r. za emisję taryfy pomarańczowej odpowiadały Koleje Śląskie, a nie jak miało to miejsce wcześniej MZK Tychy.

## Inne usługi

### Kasowanie biletów komórką
Miejski Zarządu Komunikacji w Tychach z dniem 21 grudnia 2009 roku uruchomił dodatkowy, nowoczesny kanał dystrybucyjny – sprzedaż biletów za pośrednictwem telefonu komórkowego. Nowe rozwiązanie umożliwiało każdemu pasażerowi posiadającemu telefon komórkowy z zainstalowaną aplikacją moBILET, zakupienie dowolnego biletu zwykłego jednorazowego oraz dobowego, przez 24 godziny na dobę, w każdym dniu roku oraz na obszarze całej sieci komunikacyjnej MZK Tychy.
Począwszy od dnia 16 marca 2015 r. MZK Tychy dołączył do usługi SkyCash. MZK TYCHY jako pierwszy w województwie śląskim udostępnił pasażerom zakup pełnej palety biletów zarówno okresowych jak i jednorazowych. Kolejną nowością była możliwość zapłaty za bilet przez telefon za pośrednictwem własnej karty płatniczej.

### Rozkład jazdy na komórkę
Miejski Zarząd Komunikacji w Tychach od 1 października 2007 roku udostępnił rozkład jazdy w formacie umożliwiającym wprowadzenie go do osobistego telefonu komórkowego.
Dzięki aplikacji Ginger pasażer miał dostęp do mobilnych rozkładów jazdy, nie ponosząc przy tym żadnych kosztów ponieważ, aplikacja nie łączyła się z Internetem.

### Kiedy Przyjedzie
MZK Tychy dołączyło dnia 10 stycznia 2014 r. do ogólnopolskiej usługi Kiedy Przyjedzie.
Kiedy Przyjedzie to usługa informująca pasażerów o bieżących przyjazdach autobusów za pośrednictwem strony internetowej tychy.kiedyprzyjedzie.pl, oraz serwisowi SMS. Kiedy przyjedzie lokalizuje autobusy dzięki telefonom komórkowym posiadanym przez kierowców, dzięki czemu pasażer z wyprzedzeniem wiedział, kiedy jego autobus przyjedzie. Serwis dostarczał też MZK dane do dynamicznej informacji pasażerskiej na tablicach LED. Generował też on dla przewoźnika różnego rodzaju statystyki i dane.

## Linie
W dniu likwidacji MZK Tychy organizował komunikację na następujących liniach:
| Numer | Pętla 1                         | Pętla 2                            | ważniejsze punkty przelotowe                                    | uwagi                                                                          |
| A     | Tychy Dworzec PKP               | Tychy Zajezdnia                    | Tychy Hotelowiec, Tychy Os. R, Tychy Paprocańska                |                                                                                |
| B     | Tychy Dworzec PKP               | Paprocany Pętla                    | Tychy Hotelowiec, Tychy Szpital Wojewódzki, Tychy Os. O         |                                                                                |
| C     | Tychy Dworzec PKP               | Tychy Zajezdnia                    | Tychy Hotelowiec, Tychy Żwakowska, Tychy Paprocańska            |                                                                                |
| D     | Tychy Dworzec PKP               | Tychy Zajezdnia                    | Tychy Hotelowiec, Tychy Szpital Wojewódzki, Tychy Paprocańska   |                                                                                |
| E     | Tychy Dworzec PKP               | Paprocany Pętla                    | Tychy Hotelowiec, Tychy Miasto, Tychy Os. O                     |                                                                                |
| F     | Tychy Szpital Wojewódzki        | Tychy Szpital Wojewódzki           | Tychy Roweckiego, Tychy Os. R, Tychy Hotelowiec                 |                                                                                |
| F     | Tychy Szpital Wojewódzki        | Tychy Szpital Wojewódzki           | Tychy Hala Sportowa, Tychy Roweckiego, Tychy Hotelowiec Begonii | II trasa                                                                       |
| R     | Tychy Szpital Wojewódzki        | Czułów Fabryka                     | Tychy Rynek                                                     |                                                                                |
| J     | Śmiłowice Pętla                 | Mikołów Jamna                      | Mikołów Dw. PKP, Reta Konopnickiej,                             |                                                                                |
| K     | Mikołów Dworzec PKP             | Mikołów Dworzec PKP                | Mokre, Bujaków, Paniowy                                         | jednokierunkowa                                                                |
| L     | Tychy Rynek                     | Cielmice Jana                      | Tychy SDK Tęcza, Paprocany                                      |                                                                                |
| L     | Tychy Rynek                     | Tychy Nexteer                      | Tychy SDK Tęcza, Paprocany, Cielmice                            | II trasa                                                                       |
| Ł     | Łaziska Średnie Plac Autobusowy | Brada Las                          | Łaziska Górne Kąty, Łaziska Górne Ratusz                        |                                                                                |
| Ł     | Łaziska Średnie Plac Autobusowy | Orzesze Targowisko                 | Łaziska Górne Kąty, Łaziska Górne Ratusz, Brada                 | II trasa                                                                       |
| N     | Łaziska Górne Kopanina          | Mikołów Kolonia Huta I             | Łaziska Średnie, Łaziska Dolne, Łaziska Górne Ratusz            |                                                                                |
| P     | Mikołów Dworzec PKP             | Wygoda Skrzyżowanie(Mikołów)       | Mokre, Bujaków, Paniowy                                         |                                                                                |
| S     | Żwaków Rogatki                  | Mąkołowiec Łabędzia                | Tychy Hotelowiec, Tychy Rynek                                   |                                                                                |
| W     | Urbanowice Sklep                | Wygorzele Ligonia                  | Tychy Nexteer, Tychy SDK Tęcza, Jaroszowice                     |                                                                                |
| Sz    | Tychy Dworzec PKP               | Tychy Zajezdnia                    | Żwaków                                                          |                                                                                |
| 1     | Tychy Szpital Wojewódzki        | Katowice Aleja Korfantego          | Tychy os. R, Tychy SDK Tęcza, Murcki                            |                                                                                |
| 2     | Wartogłowiec Pętla              | Wartogłowiec Pętla                 | Tychy SDK Tęcza, Żwaków, Tychy Rynek                            | jednokierunkowa (w przeciwnym kierunku do 254)                                 |
| 4     | Paprocany Wiadukt               | Katowice Aleja Korfantego          | Tychy SDK Tęcza, Czułów, Murcki                                 |                                                                                |
| 14    | Paprocany Wiadukt               | Katowice Aleja Korfantego          | Tychy Brama Słońca, Tychy Lodowisko, Murcki                     |                                                                                |
| 21    | Cielmice Pętla                  | Wilkowyje Murarska                 | Cielmice, Tychy Towarowa, Tychy Rynek                           |                                                                                |
| 525   | Mikołów Dworzec PKP             | Łaziska Górne Kopanina             | Łaziska Dolne, Łaziska Średnie Plac Autobusowy                  | do czerwca 2012 linia funkcjonowała pod nazwą 25K, a do listopada 2018 jako 25 |
| 29    | Katowice Dworzec PKP            | Zgoń Pętla                         | Mikołów, Łaziska Górne, Zawiść                                  |                                                                                |
| 29    | Katowice Dworzec PKP            | Łaziska Górne Kopanina             | Mikołów, Łaziska Górne                                          | II trasa                                                                       |
| 31    | Tychy Dworzec PKP               | Bieruń Stary Plac Autobusowy       | Tychy os. R, Tychy SDK Tęcza, Jaroszowice                       |                                                                                |
| 31    | Tychy Dworzec PKP               | Bieruń Stary ERG                   | Tychy os. R, Tychy SDK Tęcza, Jaroszowice                       | II trasa                                                                       |
| 33    | Tychy Nexteer                   | Gliwice Plac Piastów               | Tychy Dw. PKP, Mikołów, Wygoda                                  |                                                                                |
| 36    | Tychy Zajezdnia                 | Ligota Akademiki                   | Tychy Szpital Miejski, Czułów, Kostuchna                        |                                                                                |
| 45    | Katowice Dworzec PKP            | Łaziska Średnie Dworzec PKP        | Mikołów, Łaziska Dolne                                          |                                                                                |
| 515   | Tychy Dworzec PKP               | Tychy Centrum Handlowe GEMINI PARK | Suble, Tychy Brama Słońca, Tychy SDK Tęcza                      |                                                                                |
| 54    | Tychy Lodowisko                 | Imielin Most                       | Bieruń Plac Autobusowy, Chełm Śląski Kościół                    | od 1.01.2015 r.                                                                |
| 54    | Tychy Lodowisko                 | Chełm Mały Pętla                   | Bieruń Plac Autobusowy, Chełm Karłowicza                        | od 1.01.2015 r., II trasa                                                      |
| 65    | Tychy Rynek                     | Tychy Barwna Cmentarz              | Tychy Tęcza, Tychy LEAR                                         | dawny mikrobus T                                                               |
| 69    | Mikołów Dworzec PKP             | Żory Dworzec PKS                   | Wyry, Łaziska Górne, Orzesze                                    |                                                                                |
| 75    | Mikołów Dworzec PKP             | Paprocany Wiadukt                  | Tychy Dw. PKP, Tychy SDK Tęcza                                  |                                                                                |
| 82    | Halemba Kopalnia                | Paprocany Wiadukt                  | Wygoda, Mikołów, Tychy Dw. PKP                                  |                                                                                |
| 101   | Tychy Czułów Fabryka            | Tychy Towarowa                     | Rynek, Hotelowiec, Urząd Miasta, Osiedle O                      |                                                                                |
| 128   | Tychy Zajezdnia                 | Tychy Zajezdnia                    | Tychy Żwakowska, Żwaków, Tychy LEAR                             | dwukierunkowa                                                                  |
| 131   | Tychy Dworzec PKP               | Jaroszowice Szkoła                 | Tychy Rynek, Zwierzyniec, Wartogłowiec                          |                                                                                |
| 137   | Paprocany Osiedle Z1            | Wilkowyje Uni-Met                  | Tychy SDK Tęcza, Tychy Żwakowska, Tychy Dw. PKP                 |                                                                                |
| 157   | Mikołów Dworzec PKP             | Tychy Szpital Wojewódzki           | Wyry, Kobiór, Tychy Brama Słońca                                |                                                                                |
| 181   | Bieruń Plac Nobla               | Pszczyna Dworzec PKP               | Bojszowy Nowe Szkoła, Jankowice Gospoda                         | od 1.01.2015 r.                                                                |
| 245   | Mikołów Dworzec PKP             | Mikołów Dworzec PKP                | Reta, Mikołów Dw. PKP, Mikołów F-ka Went.                       | jednokierunkowa                                                                |
| 245   | Mikołów Dworzec PKP             | Tychy Towarowa                     | Wilkowyje, Dworzec PKP.                                         | jednokierunkowa                                                                |
| 251   | Bieruń Plac Nobla               | Miedźna Wola Skrzyżowanie          | Bojszowy Nowe Szkoła, Międzyrzecze Gospoda                      | od 1.01.2015 r.                                                                |
| 252   | Lędziny Rachowy Osiedle         | Rachowy Ośrodek Zdrowia            | Lędziny Kościół, Zamoście Skrzyżowanie                          |                                                                                |
| 253   | Lędziny Świniowy Ławecka        | Hołdunów Murckowska                | Smardzowice Oficerska, Lędziny Urząd Miasta                     |                                                                                |
| 253   | Lędziny Rachowy Osiedle         | Hołdunów Targowisko                | Kopalnia Ziemowit, Smardzowice Oficerska                        | II trasa                                                                       |
| 254   | Wartogłowiec Pętla              | Wartogłowiec Pętla                 | Tychy Rynek, Żwaków, Tychy SDK Tęcza                            |                                                                                |
| 262   | Tychy Dworzec PKP               | Rachowy Osiedle                    | Urbanowice, Lędziny Pomnik                                      |                                                                                |
| 268   | Mikołów Dworzec PKP             | Paprocany Wiadukt                  | Tychy Dw. PKP, Tychy os. R                                      |                                                                                |
| 273   | Mąkołowiec Pętla                | Tychy Zajezdnia                    | Tychy Dw. PKP, Tychy Rynek, Tychy SDK Tęcza                     |                                                                                |
| 274   | Tychy Szpital Wojewódzki        | Bieruń KWK Piast                   | Bojszowy Nowe Prosta, Jedlina Park                              | od 1.01.2015 r.                                                                |
| 291   | Tychy Szpital Wojewódzki        | Tychy Dworzec PKP                  | Tychy Brama Słońca, Żwaków, Suble                               |                                                                                |
| 294   | Mikołów Dworzec PKP             | Mikołów Dworzec PKP                | Wyry, Gostyń, Łaziska Górne                                     | dwukierunkowa                                                                  |
| 536   | Tychy Dworzec PKP               | Mysłowice Centrum Handlowe         | Urbanowice, Zamoście, Lędziny Pomnik                            |                                                                                |
| 536   | Tychy Dworzec PKP               | Rachowy Osiedle                    | Urbanowice, Zamoście, Lędziny Pomnik                            | II trasa                                                                       |
| 505   | Mikołów Dworzec PKP             | Orzesze Szkoła                     | Wygoda, Bujaków, Ornontowice                                    |                                                                                |
| 620   | Mikołów Dworzec PKP             | Mikołów Dworzec PKP                | Wygoda, Paniowy, Mokre                                          | dwukierunkowa                                                                  |
| 627   | Tychy Jana Pawła II             | Międzyrzecze Gospoda               | Świerczyniec, Bojszowy Nowe                                     |                                                                                |
| 655   | Mikołów Dworzec PKP             | Zgoń Pętla                         | Łaziska Górne, Orzesze, Gardawice                               |                                                                                |
| 655   | Mikołów Dworzec PKP             | Ornontowice Kopalnia Budryk        | Łaziska Górne, Orzesze                                          | II trasa                                                                       |
| 686   | Tychy Szpital Wojewódzki        | Oświęcim Dąbrowskiego Miasto       | Bieruń Plac Autobusowy, Babice Śląska II, Niwka                 | od 1.01.2015 r.                                                                |
| 686   | Tychy Szpital Wojewódzki        | Oświęcim Dąbrowskiego Miasto       | Bieruń Plac Autobusowy, Babice Śląska II, Oświęcim dworzec PKP  | od 1.01.2015 r., II trasa                                                      |
| 696   | Wilkowyje Obywatelska           | Paprocany Wiadukt                  | Tychy Dw. PKP, Tychy Rynek, Tychy Brama Słońca                  |                                                                                |
| E-2   | Paprocany Osiedle Z1            | Gliwice Plac Piastów               | Tychy Hotelowiec, Mikołów                                       |                                                                                |
| CmA   | Wartogłowiec Cmentarz           | Wartogłowiec Cmentarz              | Tychy Dw. PKP, Tychy Żwakowska, Tychy SDK Tęcza                 | jednokierunkowa                                                                |
| CmB   | Wartogłowiec Cmentarz           | Wartogłowiec Cmentarz              | Tychy Rynek, Tychy Os. R, Tychy Lodowisko                       | jednokierunkowa                                                                |
| CmC   | Wartogłowiec Cmentarz           | Wartogłowiec Cmentarz              | Tychy Rynek, Paprocany, Tychy Lodowisko                         | jednokierunkowa                                                                |
| CmD   | Wartogłowiec Cmentarz           | Mikołów Dworzec PKP                | Tychy Rynek, Wilkowyje                                          |                                                                                |

### Linie zlikwidowane
| Numer | Pętla 1                     | Pętla 2                     | ważniejsze punkty przelotowe                                        | Linię likwidowano dnia | Uwagi                                            |
| 25K   | Mikołów Dworzec PKP         | Łaziska Średnie Dworzec PKP | Łaziska Dolne, Łaziska Średnie Plac Autobusowy                      | 1.05.2011              |                                                  |
| 709   | Łaziska Średnie Dworzec PKP | Łaziska Górne Kopanina      | Łaziska Dolne                                                       | 1.05.2011              |                                                  |
| E-1   | Tychy Osiedle L             | Katowice Aleja Korfantego   | Tychy Hotelowiec, Tychy SDK Tęcza                                   | 1.10.2012              |                                                  |
| Z     | Tychy Apteka                | Cielmice Szkoła             | Tychy Urząd Miasta, Tychy SDK Tęcza, Tychy Os. Z, Paprocany Wiadukt |                        |                                                  |
| F     | Tychy Nexteer               | Paprocany Wiadukt           | Tychy Zajezdnia, Tychy Piłsudskiego, Tychy Os. T                    | 01.12.2013             | Dawna trasa linii F, od 06.05.2015 r. nowa trasa |
| M     | Ornontowice Granica         | Orzesze Targowisko          |                                                                     | 30.12.2013             |                                                  |
| T     | Tychy Rynek                 | Świerczyniec Pętla          | Tychy NEXTEER, Świerczyniec Mleczarnia                              | 02.01.2015             | linia zastąpiona autobusem 65                    |

### Legenda
| Linia | Transport          |
| A     | Linia trolejbusowa |
| K     | Linia mikrobusowa  |
| Sz    | Linia szkolna      |
| 1     | Linia autobusowa   |
| E-1   | Linia Pośpieszna   |
| CmA   | Linia Cmentarna    |

## Przewoźnicy
Od 1 lipca 2015 na zlecenie MZK Tychy, przewozu ludzi, bagażu i zwierząt dokonywało już tylko dwóch przewoźników:
- Przedsiębiorstwo Komunikacji Miejskiej w Tychach − które przejęło wszystkie linie obsługiwane przez dotychczasowych mniejszych przewoźników na skutek poszerzenia taboru.
- TLT Tychy − obsługiwał sześć linii trolejbusowych.